# Rain Rain Rain
「Rain Rain Rain」（レイン レイン レイン）は、斉藤和義の2作目のシングル。1993年11月26日にファンハウスより発売された。

## 概要
1stアルバム『青い空の下…』からシングルカット。

## 収録曲
全曲 作詞・作曲・編曲:斉藤和義
1. Rain Rain Rain
2. せめてため息に夢がほしい